# Raimund Berengar VI. (Provence)
Raimund Berengar VI. (* wohl 1281; † 1307) war Graf von Provence, Fürst von Andria und Piemont.

## Leben
Raimund Berengar war der fünfte Sohn von Karl II., König von Neapel, und dessen Frau Maria von Ungarn. Er wurde während eines kurzen Aufenthalts seiner Eltern in der Provence, bei der sein Vater das Kommando über eine Flotte übernehmen wollte, geboren. Seine Heimat spiegelt sich in seinem Namen und dem seiner Amme, Adelasia von Aix, wider. Er wurde bekanntermaßen nach Robert von Anjou geboren, und kein Dokument erwähnt ihn in den nächsten Jahren in Neapel, so dass davon auszugehen ist, dass er seine Kindheit unter der Aufsicht von Guillaume de Manoir in den Städten Aix-en-Provence, Sisteron, Saint-Victor bei Marseille und Barjols verbrachte. Von Sisteron aus sandten er und seine beiden Brüder Robert und Louis am 2. Mai 1286 jenen Brief ab, in dem sie König Eduard I. von England um Freilassung ihres Vaters baten.
Durch den Vertrag von Canfranc vom 29. Oktober 1288 wurden er und seine beiden älteren Brüder im Austausch für ihren Vater als Geiseln gestellt. Da Raimund Berengar zu der Zeit erkrankt war, wurde er erst am 23. Februar 1289 auf die Iberische Halbinsel gebracht, wo er am 9. März in Moncada seine Brüder wiedertraf. Die drei wurden ihrem fürstlichen Status entsprechend behandelt und konnten sich mit einer Entourage von etwa 100 jungen Adligen umgeben. Raimund lud den Theologen Petrus Johannis Olivi zu sich ein, erhielt aber nur einen bedauernden Brief. Entsprechend den Bestimmungen des Vertrages von Anagni wurden die drei Brüder am 7. Juni 1295 freigelassen.
Raimund Berengar reiste nach Neapel und folgte dann seinem Bruder Louis nach Rom. 1297 begleitete er seine Brüder Philipp I. von Tarent und Johann von Durazzo, um Jolanda von Aragón, die Tochter des Königs Peter III. und Braut ihres Bruders Robert, nach Neapel zu eskortieren.
Im Dezember 1300 erhielt Raimund die Lehen Monte Sant’Angelo, Capaccio, Eboli, Isernia, Atri und Vieste, Altamura, die Grafschaften Gravina und Andria, sowie die Burgen Vairano, Lesina und Terra di Muro. Die Grafschaft Gravina verlor er 1302 wieder. Am 13. Dezember 1304 wurde er zum Fürsten von Piemont ernannt. Da Piemont jedoch 1307 im Besitz seines Bruders war, ist es möglich, dass es sich hierbei lediglich um einen Titel handelt. Wenig später wurde er zum Generalvikar des Königreichs ernannt und im August 1305 zum Großseneschall.
Raimund Berengars Anteil an der neapolitanischen Politik war begrenzt. Er kämpfte 1301 auf Sizilien gegen Aragón und schenkte den Tempelrittern Land in der Nähe von Gravina. Im Juli 1304 reiste er erneut nach Rom, wiederum, um eine Braut für seinen Bruder Robert zu eskortieren. Diesmal war es Sancha, die Tochter des Königs Jakob II. von Mallorca. Er selbst heiratete wenig später Margarete, eine Tochter des Grafen Robert von Clermont, starb aber kurz nach der Hochzeit.